# دولاب بالا (شورآب)
دولاب بالا (بالفارسية: دولاب بالا) هي قرية تقع في إيران في قسم شورآب الريفي. يقدر عدد سكانها بـ 58 نسمة بحسب إحصاء 2016.